# Leenschap Gibelet

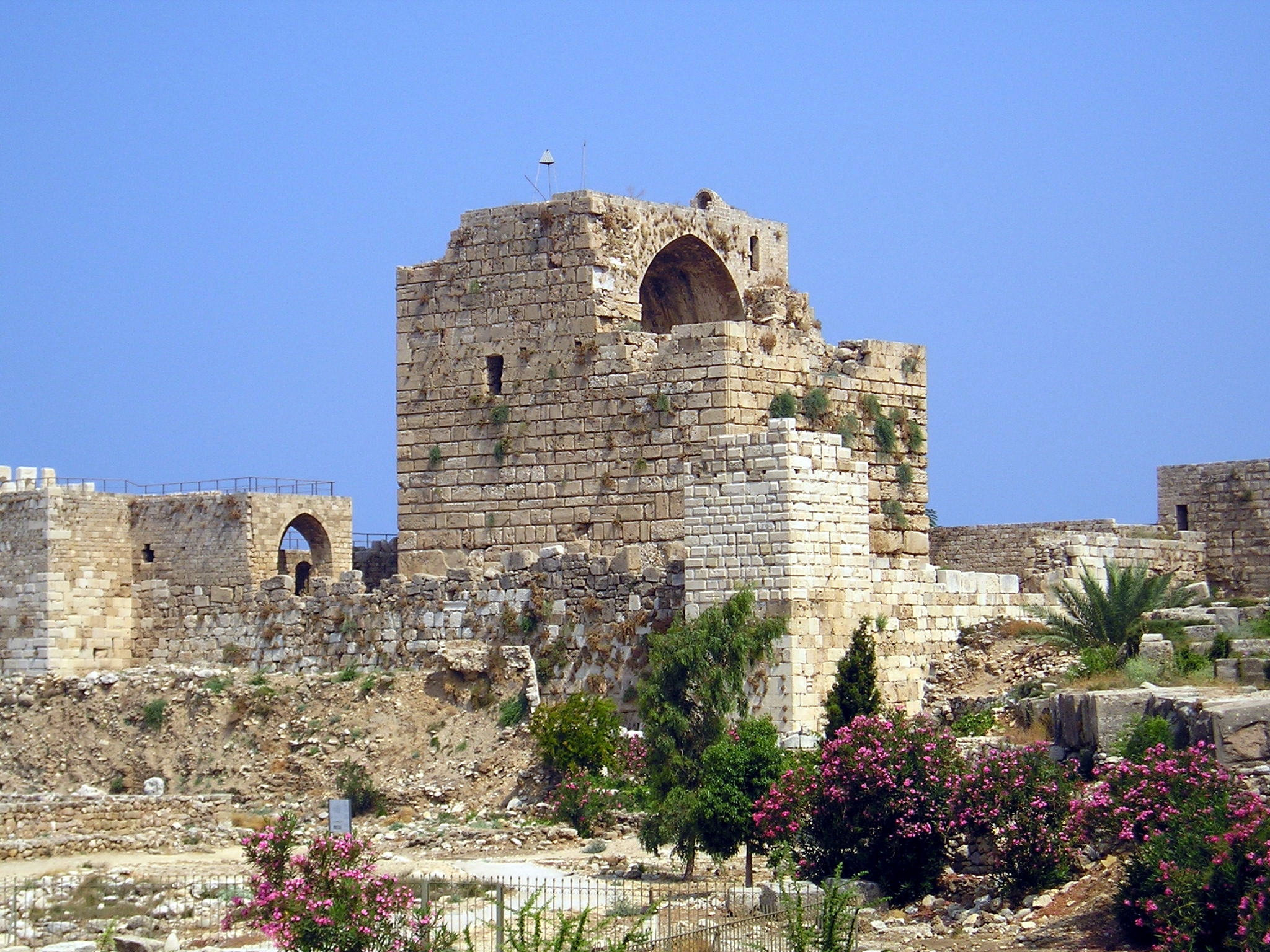
kruisvaardersburcht van Gibelet

Het leenschap Gibelet of heerlijkheid Gibelet was een leenschap (1104-1302) van het graafschap Tripoli, tot stand gekomen na het verloop van de Eerste Kruistocht. Het gebied lag in het zuiden van het graafschap tegen het district van Beiroet, grenzend aan het zuidelijk gelegen koninkrijk Jeruzalem.
Gibelet droeg verscheidene namen in het verleden, zoals Byblos, Dschebail, Gubla en de moslimwereld noemde het J'baïl (tegenwoordig heet het weer Byblos, (gelegen in het hedendaagse Libanon), De kruisvaarders vestigden zich rond 1104 in het gebied en bouwden de vestiging Gibelet, waar het leenschap zijn centrum had. Het leenschap werd vergeven aan de Embriaco-dynastie, een koopvaardersfamilie uit Genua, die het district verdiend had uit achterstallig betalingstegoed van Bertrand van Toulouse, graaf van Tripoli. Het leenschap bleef in de familie tot in 1187 toen Saladin het enige tijd bezet hield, echter verkreeg de familie hun bezitting terug, na de interventie tijdens de Derde Kruistocht. Gibelet bleef tot 1302 in het familiebezit en zou bekendstaan als het laatste gebied dat in christenhanden verbleef. Toen de mammelukken in 1289 de steden Tripoli, Batroun en Nephin veroverd hadden, kreeg Peter I. Embriaco het met vreedzame onderhandelingen voor elkaar dat Sultan Qalawun zijn gebied ongemoeid liet. In 1302 gaf de familie het gebied zonder problemen uit handen aan de mammelukken.

## Heren van Gibelet
- Hugo I Embriaco van Giblet, heer van Giblet (c. 1110-)
- Hugo II Embriaco van Giblet, heer van Giblet
- Willem I Embriaco van Giblet, heer van Giblet
- Willem II Embriaco van Giblet, heer van Giblet (-1157), huwde met Fadie, dochter van Manasses of Hierges
- Bertrand I Embriaco van Giblet, heer van Giblet, huwde met Doleta, dochter van Stephen van Armenia
- Hugo III Embriaco, heer van Giblet (d. 1196), huwde met Stephanie van Milly, en had: 
  - Plaisance Embriaco van Giblet (d. c. 1218)[2], huwde met Bohemund IV van Antiochië
  - Guy I Embriaco, heer van Giblet (1197-1241), huwde in 1204 met Alix, dochter van Bohemond III van Antioch, en had: 
    - Henri I Embriaco van Giblet, heer van Giblet (d. c. 1271), huwde c. 1250 met Isabelle d'Ibelin, en had: 
      - Guy II Embriaco van Giblet, heer van Giblet (d. 1282) huwde met Margaret Grenier van Sidon, dochter van Julian Grenier, heer van Sidon 
        - Marie Embriaco van Giblet (d. Nicosia 1331,), huwde c. 1295 met Philippe d'Ibelin, Seneschal van Cyprus en Jeruzalem (1253-1318)

      - Balian Embriaco van Giblet (d. 1313)
      - Baldwin Embriaco van Giblet (d. 1282)
      - John Embriaco van Giblet (d. 1282), huwde Alaman N (?)
      - Marie Embriaco of Giblet (d. c. 1290), huwde met Balian II d'Ibelin, titulair consort heer van Sidon

    - Raymond Embriaco van Giblet
    - Bertrand Embriaco van Giblet
    - Marie Embriaco van Giblet
    - Agnes Embriaco van Giblet, huwde met Barthelemy, heer van Soudin
- Peter Embriaco van Giblet, was de laatste heer van de eerste tak van Giblet